# Kassongia rufogeniculata
Kassongia rufogeniculata är en insektsart som beskrevs av Grunshaw 1986. Kassongia rufogeniculata ingår i släktet Kassongia och familjen gräshoppor. Inga underarter finns listade i Catalogue of Life.